# 草深村 (石川県)
草深村（くさぶかむら）は石川県能美郡にあった村。現在の川北町の中部にあたる。

## 地理
- 河川 ： 手取川

## 歴史
- 1889年（明治22年）4月1日 - 町村制の施行により、土室村、山田先出村及び一ツ屋村の区域をもって、草深村が発足する。
- 1907年（明治40年）8月5日 - 中島村、草深村及び砂川村が合併して、川北村が発足する。